# Алан Диас
Алан Карлос де Паула Диас Фильо (на португалски: Alan Carlos de Paula Dias Filho) е бразилски футболист, който играе на поста централен защитник. Състезател на Локомотив (София).

## Кариера
На 21 юни 2022 г. Диас е обявен за ново попълнение на Локомотив (София). Дебютира на 10 юли при загубата с 0:1 като домакин на Черно море.